# پونتانیانو فایانو
پونتانیانو فایانو (به ایتالیایی: Pontecagnano Faiano) یک کومونه در ایتالیا است که در استان سالرنو واقع شده‌است. پونتانیانو فایانو ۳۶ کیلومتر مربع مساحت و ۲۵٬۵۴۳ نفر جمعیت دارد و ۱۰ متر بالاتر از سطح دریا واقع شده‌است.